# Viano (Emilia-Romagna)
Viano ist eine italienische Gemeinde (comune) mit 3417 Einwohnern (Stand 31. Dezember 2023) in der Provinz Reggio Emilia in der Emilia-Romagna. Die Gemeinde liegt etwa 22 Kilometer südlich von Reggio nell’Emilia am Tresinaro.